# Olaf Marschall
Olaf Marschall (* 19. März 1966 in Torgau) ist ein ehemaliger deutscher Fußballspieler. Zu den Stärken des Mittelstürmers zählte vor allem das Kopfballspiel.
Seine Profikarriere begann in der DDR-Oberliga beim 1. FC Lokomotive Leipzig, mit dem er 1987 das Finale des Europapokals der Pokalsieger erreicht. Er ging 1990 zum FC Admira/Wacker nach Österreich und 1993 in die deutsche Bundesliga zu Dynamo Dresden. Mit dem 1. FC Kaiserslautern wurde er 1998 Deutscher Meister. Mit der deutschen Nationalmannschaft nahm er an der WM 1998 in Frankreich teil. Zuvor war er bereits in der Auswahlmannschaft der DDR aktiv.
Neben seinen Erfolgen war seine Karriere auch von zahlreichen Verletzungen geprägt.

## Vereinskarriere

### Beginn und erste Erfolge in der DDR (1972–1990)

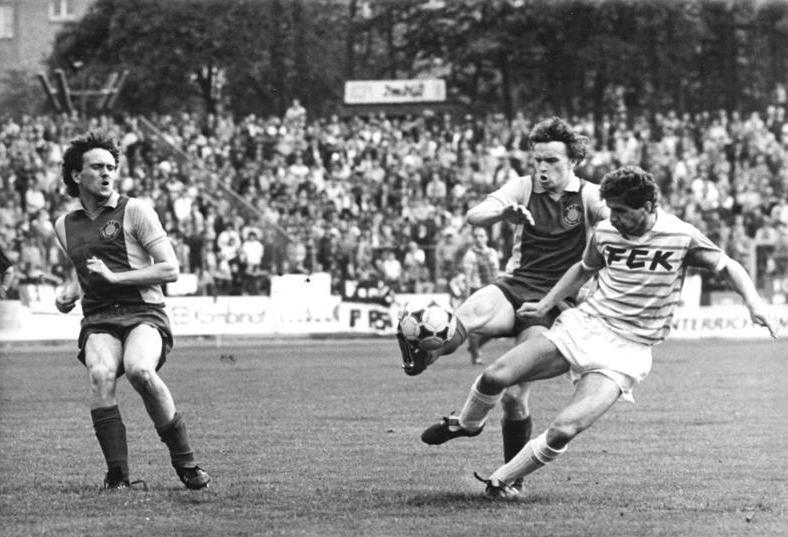
Olaf Marschall (links) 1987 in einem FDGB-Pokalspiel; rechts: Vereinskamerad Heiko Scholz

Marschall begann mit dem Fußballspielen 1972 bei der örtlichen BSG Chemie Torgau. 1978 wurde der 1,86 m große Mittelstürmer zum 1. FC Lokomotive Leipzig transferiert. Dort gab er am 22. Oktober 1983, als 17-Jähriger, gegen Dynamo Dresden (2:2) sein Debüt in der DDR-Oberliga, als er von seinem Trainer Harro Miller in der 62. Minute für Hans Richter eingewechselt wurde. Unter Millers Nachfolger Hans-Ulrich Thomale wurde er zum Stammspieler, wobei seine Torquote von Saison zu Saison sehr unterschiedlich ausfiel. 1987 erreichte er mit seinem Klub das Finale des Europapokals der Pokalsieger. 1986 und 1987 gewann er den FDGB-Pokal mit Leipzig, 1986 und 1988 wurde er mit seinem Verein Vizemeister in der DDR-Oberliga.

### In Österreich beim FC Admira Wacker (1990–1993)
Im Sommer 1990 wechselte Marschall nach einem DFV-Verbandsverbot für einen Transfer zum Chemnitzer FC nach Österreich zu FC Admira/Wacker. Unter den Trainern Thomas Parits und Siggi Held erreichte die Mannschaft in dieser Zeit die Plätze sechs, vier und drei. Auch Marschalls Leistungen steigerten sich von Jahr zu Jahr – 1992/93 wurde er mit 19 Toren hinter Václav Daněk zweitbester Torjäger der Österreichischen Bundesliga. Im Sommer 1993 kehrte Olaf Marschall zurück nach Deutschland.

### Dynamo Dresden (1993/94)
Marschall zog in seine sächsische Heimat, da er bei der SG Dynamo Dresden, die in der Fußball-Bundesliga spielte, unterschrieben hatte. Er folgte damit Siegfried „Siggi“ Held, der dort als Trainer verpflichtet worden war.
In seinem ersten Spiel mit Dynamo traf Marschall auf seinen Ex-Verein, der inzwischen in VfB Leipzig umbenannt worden war. Hier war er mit einem Dreierpack erfolgreich (Ergebnis 3:3). Dieses Kunststück, beim Bundesliga-Debüt drei Tore zu erzielen, gelang neben Marschall bisher (2020) nur sechs weiteren Spielern. Insgesamt gelangen ihm in seiner ersten Bundesligasaison 11 Tore in 32 Spielen. Damit war er mit Abstand erfolgreichster Torschütze seines Teams und erreichte mit Dresden den Klassenerhalt, obwohl die Mannschaft vom DFB mit vier Punkten Abzug bedacht worden war. Aus finanziellen Gründen verkaufte der Verein den Stürmer nach nur einem Jahr an den Vizemeister 1. FC Kaiserslautern.

### 1. FC Kaiserslautern (1994–2002)
Mit der Verpflichtung Marschalls für 2,8 Millionen Mark tätigte der 1. FC Kaiserslautern den bis dato teuersten Einkauf seiner Vereinsgeschichte. In seinem ersten Jahr traf er in 26 Spielen sieben Mal und schloss mit seinem Klub auf dem vierten Platz ab. In der Folgesaison hatte er mit Verletzungen zu kämpfen und wurde in seinen 19 Spielen (2 Tore) zudem achtmal eingewechselt. Mit Kaiserslautern gewann Marschall 1996 den DFB-Pokal, nachdem man Tage zuvor aus der Bundesliga abgestiegen war. Wie fast der komplette Stamm der Mannschaft blieb auch Marschall den Pfälzern in der Zweitklassigkeit treu und erzielte in 16 Partien zehn Tore, wobei er wieder eine fast halbjährige Verletzungspause einlegen musste.
Nach dem direkten Wiederaufstieg 1997 gewann Marschall mit der Mannschaft von Otto Rehhagel die deutsche Meisterschaft 1998, an der er mit 21 Toren in nur 24 Spielen großen Anteil hatte. Er wurde in jener Saison hinter Ulf Kirsten mit einem Tor Rückstand Zweiter in der Torschützenliste. Erneut verhinderte das Verletzungspech weitere Einsätze und eine möglicherweise noch größere Anzahl Tore. Spätestens zu dieser Zeit wurde Marschall Publikumsliebling bei den Pfälzern. Sein Partner im Sturm war zu dieser Zeit des Öfteren Jürgen Rische, sein ehemaliger Mannschaftskamerad bei Lok Leipzig. 1998/99 gewann Olaf Marschall mit einem Fallrückzieher die Auszeichnung zum Tor des Jahres und erzielte zwölf Tore. Während Marschall in der Vorrunde neun Tore schoss und Kaiserslautern auf dem dritten Platz gestanden hatte, gelangen ihm in der Rückrunde nur noch drei Treffer. Sein Verein rutschte aus den Champions-League-Rängen und schloss schließlich auf dem fünften Platz ab.
Ab diesem Zeitpunkt konnte der Stürmer nicht mehr an seine erfolgreichen Zeiten anknüpfen. Nach drei mäßigen Saisons (1999/00 bis 2001/02 erzielte er in 47 Spielen nur sieben Tore) und dem Verlust des Stammplatzes 2000/01 an das Sturmduo Miroslav Klose und Vratislav Lokvenc wurde sein auslaufender Vertrag zum Ende der Spielzeit 2001/02 nicht mehr verlängert. In seiner letzten Saison beim FCK wurde er noch einmal von den Fans euphorisch gefeiert, als er in der zweiten Runde des DFB-Pokals gegen den SV Waldhof Mannheim in der letzten Minute das entscheidende Tor zum 3:2 einköpfte.
Zum Abschluss seiner Karriere hatte Marschall ein Angebot von Al-Ittihad in Katar. Ein Vertrag kam nicht zustande. Später spielte er in der Traditionsmannschaft des FCK.

### Statistik

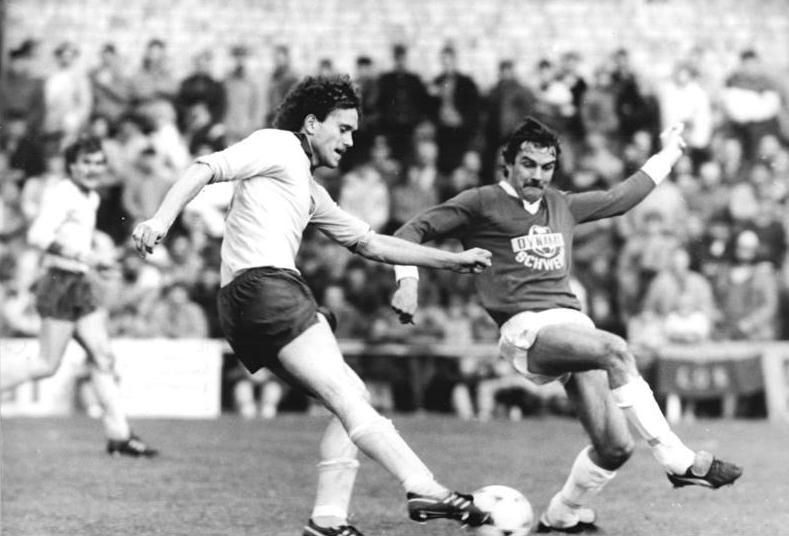
Olaf Marschall als Torschütze, 1987

| Liga          | Spiele (Tore) |
| ------------- | ------------- |
| 1. Bundesliga | 176 (60)      |
| 2. Bundesliga | 016 (10)      |
| Oberliga      | 135 (43)      |
| Bundesliga    | 099 (40)      |
| Wettbewerb    |               |
| DFB-Pokal     | 021 (12)      |
| Europapokal   | 050 0(8)      |

| Saison    | Verein               | Liga             | Spiele 1 | Tore |
| --------- | -------------------- | ---------------- | -------- | ---- |
| 1983/84   | Lok Leipzig          | DDR-Oberliga     | 7        | 1    |
| 1984/85   | Lok Leipzig          | DDR-Oberliga     | 16       | 10   |
| 1985/86   | Lok Leipzig          | DDR-Oberliga     | 20       | 4    |
| 1986/87   | Lok Leipzig          | DDR-Oberliga     | 19       | 1    |
| 1987/88   | Lok Leipzig          | DDR-Oberliga     | 25       | 8    |
| 1988/89   | Lok Leipzig          | DDR-Oberliga     | 23       | 12   |
| 1989/90   | Lok Leipzig          | DDR-Oberliga     | 25       | 7    |
| 1990/91   | Admira/Wacker Wien   | Bundesliga (AUT) | 28       | 7    |
| 1991/92   | Admira/Wacker Wien   | Bundesliga (AUT) | 36       | 14   |
| 1992/93   | Admira/Wacker Wien   | Bundesliga (AUT) | 35       | 19   |
| 1993/94   | Dynamo Dresden       | Bundesliga       | 32       | 11   |
| 1994/95   | 1. FC Kaiserslautern | Bundesliga       | 26       | 7    |
| 1995/96   | 1. FC Kaiserslautern | Bundesliga       | 19       | 2    |
| 1996/97   | 1. FC Kaiserslautern | 2. Bundesliga    | 16       | 10   |
| 1997/98   | 1. FC Kaiserslautern | Bundesliga       | 24       | 21   |
| 1998/99   | 1. FC Kaiserslautern | Bundesliga       | 28       | 12   |
| 1999/2000 | 1. FC Kaiserslautern | Bundesliga       | 25       | 4    |
| 2000/01   | 1. FC Kaiserslautern | Bundesliga       | 12       | 1    |
| 2001/02   | 1. FC Kaiserslautern | Bundesliga       | 10       | 2    |

## Erfolge und Auszeichnungen

### Mit Lok Leipzig
- FDGB-Pokalsieger: 1986, 1987
- Finalist im Europapokal der Pokalsieger: 1987

### Mit dem 1. FC Kaiserslautern
- Deutscher Meister: 1998
- DFB-Pokal-Sieger: 1996

### Persönlich
- Torschütze des Tor des Jahres 1998
- Wahl in die „Admira-Jahrhundert-Elf“ des FC Admira Wacker Mödling[10]

## Nationalmannschaftskarriere
Von 1985 bis 1989 spielte er viermal (kein Tor) für die Nationalmannschaft der DDR. Sein Debüt gab er am 6. Februar 1985 beim 3:2-Sieg der DDR gegen Ecuador.
Nach der Wende trat er 1994 und von 1997 bis 1999 für die deutsche Nationalmannschaft an. Bei 13 Einsätzen erzielte er drei Treffer. Sein erstes Spiel für den DFB und gleichzeitig sein einziges im Jahr 1994 absolvierte er am 12. Oktober beim 0:0 in einem Freundschaftsspiel gegen Ungarn. Marschall wurde in diesem Spiel in der 85. Minute für Fredi Bobic eingewechselt. 1998 nahm er mit der Nationalelf an der WM in Frankreich teil. Er kam hier einmal zum Einsatz; im Viertelfinale gegen Kroatien wurde er beim Stand von 0:1 in der 79. Minute für Dietmar Hamann eingewechselt (Ergebnis: 0:3).

## Manager- und Trainerkarriere

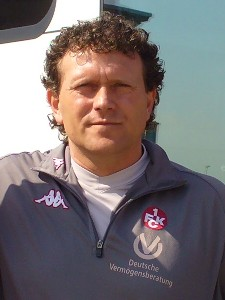
Marschall 2005

Marschall kehrte im Januar 2004 auf den Betzenberg zurück, um als Vorstandsassistent des damaligen Vorsitzenden René C. Jäggi zu fungieren. Von Juni 2004 bis Juni 2006 arbeitete er als Teammanager des 1. FC Kaiserslautern. Danach absolvierte er ein Praktikum im FCK-Jugendzentrum auf dem „Fröhnerhof“ und wurde im August 2006 Co-Trainer der Lauterer Amateurmannschaft. Zunächst arbeitete er unter Interimscoach Kosta Runjaic, danach unter Alois Reinhardt, der aber Ende Oktober bereits wieder zurücktrat. Daraufhin wurde Marschall für zwei Monate Interimstrainer der zweiten Mannschaft und verließ anschließend den Verein. Zwischenzeitlich war er, nach der Entlassung Kurt Jaras als Trainer des FCK, bis zum Saisonende 2004/05 Co-Trainer der Profimannschaft.
Nach seinen Tätigkeiten beim FCK widmete sich Marschall dem Erwerb des Trainerscheins an der Hennes-Weisweiler-Akademie der Deutschen Sporthochschule Köln, in dessen Rahmen er ein zweiwöchiges Praktikum in Hannover bei der 96-Mannschaft um den damaligen 96-Trainer Dieter Hecking absolvierte. Ende Juni 2007 erhielt Marschall schließlich das Fußball-Lehrer-Diplom (UEFA-Prolizenz).
2007 arbeitete er als Trainerassistent von Reiner Hollmann beim Al-Nasr Sports Club. Zur Saison 2011/12 wurde er Trainer der SG Niederkirchen/Morbach.
Zur Saison 2013/14 übernahm er zusammen mit Thomas Riedl das Traineramt beim Oberligisten SC 07 Idar-Oberstein. Am 29. August 2014 wurde er aufgrund anhaltender Erfolglosigkeit entlassen.
Von Anfang 2015 bis zum Ende der Saison 2015/16 war Marschall hauptamtlicher Chefscout beim Zweitligisten FSV Frankfurt und kehrte anschließend im Juli 2016 als Scout zum 1. FC Kaiserslautern zurück.

## Privates
Olaf Marschall ist verheiratet und hat zwei Kinder. Er lebt mit seiner Familie in Niederkirchen und gibt als Hobbys Kochen und die Börse an.